# Château de Grandsagne
Le château de Grandsagne, parfois appelé château de Grandsaigne, est situé au lieu-dit Grandsagne sur la commune de Bonnat, dans le département de la Creuse, région Nouvelle-Aquitaine, en France.

## Historique
Le fief de Grandsagne est entré dans le patrimoine de la famille Ajasson au milieu du XVe siècle à l'occasion du mariage de Guyot Ajasson avec Jacqueline de Barbançois.
Le château a brûlé plusieurs fois durant la guerre de Cent Ans, a été refortifié pendant les guerres de religion, puis a pris son aspect actuel en 1597, lors d'une campagne de travaux commandité par Hector Ajasson de Grandsagne, qui était gentilhomme ordinaire du duc François d'Alençon.
Le jardin aurait été dessiné par André Le Nôtre au XVIIe siècle. Vers 1820, la tour nord s’est effondrée; elle a été reconstruite en 1926 à la demande de Michel Ajasson par l’architecte Albert Laprade.
Le château conserve également le souvenir des séjours du scientifique Stéphane Ajasson de Grandsagne qui y a reçu la jeune George Sand en 1828.
Le château de Grandsagne est une propriété privée ; néanmoins il est visible de l'extérieur.